# 579
Cette page concerne l'année 579  du calendrier julien. Pour l'année 579 av. J.-C., voir 579 av. J.-C.
L'année 579 est une année commune qui commence un dimanche.

## Événements
- 1er janvier, Constantinople : grande libéralité de l'empereur byzantin Tibère II à l'occasion de son consulat[1].
- Mars : début du règne d'Hormizd IV, roi sassanide de Perse à la mort de Khosro Ier (579-590)[2].
- Printemps-été : les Byzantins envoient des émissaires en Perse pour négocier la paix. Les Perses font durer volontairement les négociations, et à l'automne, Byzance s'apprête à reconduire la guerre[3].
- 3 novembre : concile de Grado. Le siège patriarcal d'Aquilée est transféré à Grado mais reste schismatique, opposé au cinquième concile général qui condamne les Trois Chapitres[4].
- 26 novembre : le pape Pélage II est consacré sans la confirmation impériale dans Rome assiégée par les Lombards du duc Faroald de Spolète (fin du pontificat en 590)[5]. Dès son avènement, il envoie  Grégoire à Constantinople comme ambassadeur (apocrisiaire) auprès de l'empereur d'Orient et du patriarche, auprès desquels il demeure six années[6].

- Léandre de Séville devient évêque de la métropole de Bétique (fin en 600)[7]. Séville détient alors la bibliothèque la plus riche d’occident. Léandre fait abjurer l’arianisme au Wisigoth Herménégild, qui se révolte contre son père Léovigild après avoir épousé une princesse franque, Ingonde, s'appuyant sur les territoires méridionaux du royaume wisigoth[8].
- Révolte populaire contre l'augmentation des impôts (10 % sur les revenus) dans le royaume franc de Chilpéric. Le Limousin, le Poitou et la Bretagne se soulèvent, les officiers royaux sont chassés, dont le référendaire Marc, qui ne doit la vie qu'à l'intervention de l'évêque de Limoges Ferréol. La sédition est réprimée par les troupes franques[9].
- Le Breton Waroch après avoir pris Vannes en 578, envahit le pays de Rennes jusqu’à Cornut. Eunius de Vannes, libéré, est envoyé à Angers pour négocier un accord. Le duc franc Beppolène est envoyé pour ravager la Bretagne, ce qui provoque une nouvelle invasion des Bretons qui pillent le pays rennais et le Nantais, en s’appropriant la vendange. L’évêque Félix de Nantes tente vainement de s’interposer[10].
- Les évêchés de Poetovio (Ptuj) et de Virunum (Klagenfurt) en Pannonie tombent aux mains des Slaves avant 579[11].

## Naissances en 579
- dMus-long dkon-pa bkra-gshis, premier empereur du Tibet dont on connaît les dates de naissance et de mort.

## Décès en 579
- Février ou mars : Khosro Ier[3].
- 20 mars : Martin de Braga (Martinus), religieux catholique, évangélisateur du Portugal.
- 30 juillet : Benoît Ier, pape.